# Riuskajärvet
Riuskajärvet består av de båda sjöarna Iso-Riuska och Poika-Riuskajärvi i kommunen Suomussalmi i landskapet Kajanaland i Finland.